# Melaleuca apostiba
Melaleuca apostiba är en myrtenväxtart som beskrevs av K.J.Cowley. Melaleuca apostiba ingår i släktet Melaleuca och familjen myrtenväxter. Inga underarter finns listade i Catalogue of Life.